# Un día nuevo en Londres
Un día nuevo en Londres es el quinto álbum de estudio de la banda de rock peruana Libido. El álbum fue publicado en mayo de 2016 y corresponde a una versión inédita del disco originalmente grabado entre 2007 y 2008.

## Grabación
La grabación del álbum se llevó a cabo entre los años 2007 y 2008, bajo la producción del ingeniero y productor estadounidense Duane Baron. A diferencia de los trabajos anteriores de la banda, este proyecto se planteó con una sonoridad más madura y experimental.
Las sesiones de grabación se realizaron inicialmente en Los Ángeles, Estados Unidos, y posteriormente las mezclas se llevaron a cabo en Londres, en los estudios Sarm West, también conocidos como Sarm Studios, reconocidos por haber albergado a artistas como Queen, Madonna y The Clash.
Sin embargo, durante el proceso de producción surgieron diferencias creativas entre los miembros de la banda, particularmente entre Toño Jáuregui (bajista) y Salim Vera (vocalista), junto con el guitarrista Manolo Hidalgo. Estas tensiones condujeron a la suspensión del proyecto en su forma original.
Posteriormente, el álbum fue terminado en Lima y en Los Ángeles, con la colaboración del productor Andrew Scheps, el músico y productor argentino Tweety González, y Rafael de la Lama. Esta versión reformulada dio lugar al lanzamiento oficial del álbum Un día nuevo en 2009, con un enfoque más orientado al pop y una producción adaptada a fines comerciales.

## Lanzamiento de la versión original
En 2016, años después de la salida de Toño Jáuregui de la agrupación, el bajista publicó la versión original del álbum bajo el título Un día nuevo en Londres. Esta edición recupera el sonido y la intención artística concebida inicialmente durante las sesiones de 2007–2008.
La publicación generó una recepción favorable por parte de los seguidores de la banda, muchos de los cuales expresaron preferencia por esta versión frente a la editada en 2009. En plataformas digitales como Spotify, Un día nuevo en Londres ha superado en reproducciones a la versión oficial lanzada anteriormente.

## Lista de canciones
| Original track listing |                            |                            |          |  |
| N.º                    | Título                     | Escritor(es)               | Duración |  |
| 1.                     | «Un día nuevo»             | Salim Vera                 | 4:03     |  |
| 2.                     | «Enloquece»                | Toño Jáuregui / Salim Vera | 2:40     |  |
| 3.                     | «Malvada»                  | Toño Jáuregui              | 2:58     |  |
| 4.                     | «Nadie sabe lo que vendrá» | Toño Jáuregui              | 3:11     |  |
| 5.                     | «Mi mente explota»         | Manolo Hidalgo             | 3:43     |  |
| 6.                     | «Sentir que hoy»           | Manolo Hidalgo             | 3:30     |  |
| 7.                     | «Disparar»                 | Toño Jáuregui              | 2:44     |  |
| 8.                     | «Octubre»                  | Manolo Hidalgo             | 3:44     |  |
| 9.                     | «Something»                | Toño Jáuregui              | 2:46     |  |
| 10.                    | «Cielo Apunta Abajo»       | Ivan Mindreau              | 3:49     |  |
| 11.                    | «Mundo Perfecto»           | Manolo Hidalgo             | 2:39     |  |
| 12.                    | «Amor Anestesiado»         | Ivan Mindreau              | 5:02     |  |

## Integrantes
- Salim Vera - Voz
- Toño Jáuregui - Bajo y coros
- Manolo Hidalgo - Primera guitarra
- Iván Mindreau - Batería

## Créditos
- Productor - Duane Baron y Libido
- Grabación - Duane Baron
- Mezclado - Libido, Duane Baron
- Arreglos y preproducción - Libido
- Masterización - Stephen Marcussen
- Teclados y piano - Ely Rise